# Grodzisko Dolne (gemeente)
De gemeente Grodzisko Dolne is een landgemeente in het Poolse woiwodschap Subkarpaten, in powiat Leżajski.
De zetel van de gemeente is in Grodzisko Dolne.
Op 30 juni 2004 telde de gemeente 8177 inwoners.

## Oppervlaktegegevens
In 2002 bedroeg de totale oppervlakte van gemeente Grodzisko Dolne 78,42 km², waarvan:
- agrarisch gebied: 70%
- bossen: 23%

De gemeente beslaat 13,45% van de totale oppervlakte van de powiat.

## Demografie
Stand op 30 juni 2004:
| Omschrijving                   | Totaal | Totaal | Vrouwen | Vrouwen | Mannen | Mannen |
| ------------------------------ | ------ | ------ | ------- | ------- | ------ | ------ |
| eenheid                        | aantal | %      | aantal  | %       | aantal | %      |
| inwoners                       | 8177   | 100    | 4100    | 50,1    | 4077   | 49,9   |
| bevolkingsdichtheid (inw./km²) | 104,3  | 104,3  | 52,3    | 52,3    | 52     | 52     |

In 2002 bedroeg het gemiddelde inkomen per inwoner 1266,23 zł.

## Administratieve plaatsen (sołectwo)
Grodzisko Dolne, Grodzisko Górne, Grodzisko Nowe, Wólka Grodziska, Chodaczów, Laszczyny, Opaleniska, Podlesie, Zmysłówka, Grodzisko-Miasteczko.

## Aangrenzende gemeenten
Białobrzegi, Leżajsk, Tryńcza, Żołynia